# スタンダルト (ヨット)
スタンダルト（ロシア語: Штандарт）は、ロシア帝国の皇室ヨットである。最後のロシア皇帝ニコライ2世が所有していたヨットの中でも最大規模のものであった。第一次世界大戦の勃発後に乾ドック入りしたが、1936年に機雷敷設艦となり、第二次世界大戦中はレニングラード防衛で重要な役割を担った。

## 歴史

### 皇室ヨット
「スタンダルト」はロシア皇帝アレクサンドル3世の命を受けてデンマークの造船所バーマイスター・アンド・ ウェインが1893年10月1日から建造を開始した。1895年3月21日に進水。1896年9月に竣工した。
マホガニーのパネルが敷き詰められ、クリスタルのシャンデリア、ベルベットのカーテンが下げてあった。「世界で最も優雅な航海船」と言われたほどであった。アレクサンドル3世の後を継いだニコライ2世を強く意識したドイツ皇帝ヴィルヘルム2世はほぼ同時期に建造した豪華な皇室ヨット「ホーエンツォレルン」を好んで利用して対抗した。
皇帝一家は毎年6月の2週間はこのヨットに乗ってフィンランド周辺の海岸でのんびりとクルージングを楽しみ、ニコライ2世もこれを最も気に入っていた。ヨットで島々の間を巡航し、日暮れ時には入り江に停泊した。そして、朝に目覚めた時に澄んだ青い海、黄色い砂浜、赤色の花崗岩の島々、緑が茂る森を見渡せるようになっていた。皇帝一行用の礼拝堂や大広間だけでなく、乗船する士官、機関部員、火夫、水夫、執事、船室係、メイド、ブラスバンドやオーケストラのメンバー、護衛小隊全員のための居住空間もあった。士官のうちの何人かは皇帝一家の食卓に招待された。ニコライ2世はビリヤードやドミノを士官と一緒に楽しみ、アレクセイは遊び仲間と一緒に駆け回り、4人の大公女達（OTMA)は若い男性に囲まれて各所に散在した。坐骨神経痛を患っていたアレクサンドラ皇后は船から離れることが少なく、裁縫をしたり、手紙を書いたりして過ごした。娘達が大きくなると交替でアレクサンドラの話相手になったが、アンナ・ヴィルボヴァが加わった1907年からは二人だけで多くの時間を過ごすようになった。閣僚や警察官は乗船を許されず、毎日サンクトペテルブルクから特使が来て報告書などの文書を届けた。
1907年にフィヨルドを巡航中に岩に衝突して座礁した。損傷を受けたがヨットは沈まず、すぐに修理された。
皇帝一家が第一次世界大戦の引き金となるサラエボ事件のニュースを知ったのはこのヨットの中であったが、ニコライ2世も首都に残った閣僚達も戦争の導火線になるとは考えなかったので、そのまま滞在を続けた。

### 機雷敷設艦
第一次世界大戦の勃発後に乾ドック入りしたが、ソ連海軍の機雷敷設艦「マルティ」としてレニングラードに配置された。第二次世界大戦中はバルト海に機雷を敷設し、ドイツ海軍の侵攻からレニングラードを防衛するために、沿岸で砲撃を行った。
第二次世界大戦後は航海練習船になり、1957年に「オカ」に船名が改名された。1963年に廃棄されるまでエストニアのタリンでその役割を務め続けた。